# Augustinerkloster Mindelheim
Das Augustinerkloster Mindelheim ist ein ehemaliges Kloster der Augustiner-Eremiten in Mindelheim in Bayern in der Diözese Augsburg.

## Geschichte
Das Mariä Verkündigung geweihte Kloster wurde 1263 durch den Konvent des ehemaligen Wilhelmitenklosters Bedernau gegründet. Der Konvent löste sich 1526 selbst auf. 1618 übernahmen Jesuiten die Anlage.